# Bananenrepublik Köln

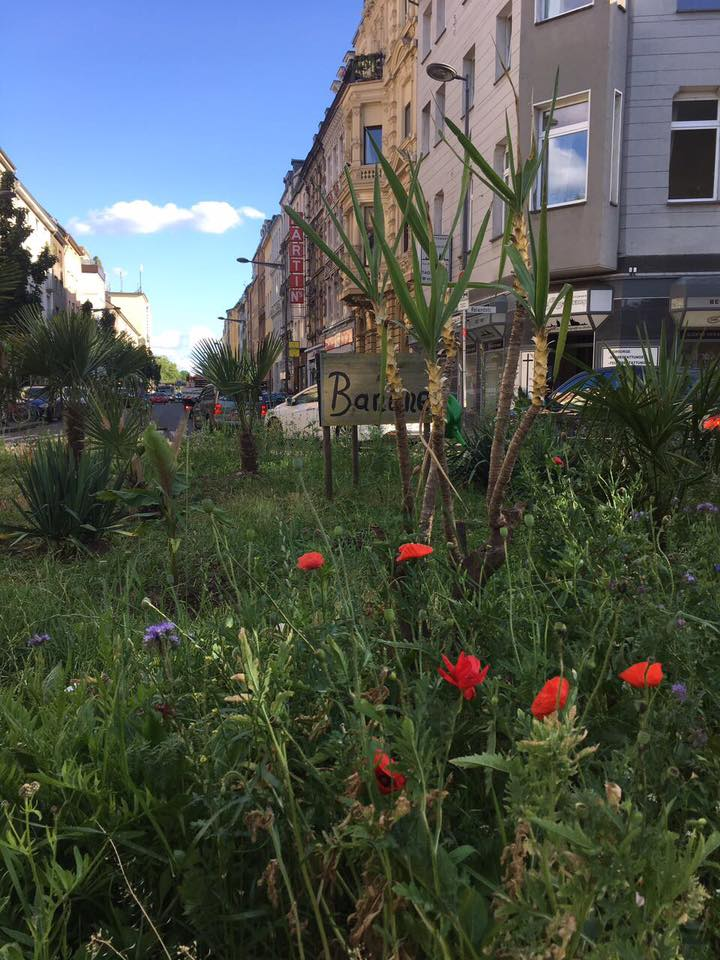
Bananenrepublik Köln

Die Bananenrepublik Köln ist eine mit Bananenstauden, Palmen und Wildblumen bepflanzte Verkehrsinsel in der Mitte eines Kreisverkehrs in der Kölner Südstadt. Seit 2009 wird die Fläche ehrenamtlich durch Bewohner der angrenzenden Veedel gestaltet und gepflegt. 
2013 wurde die Mittelinsel von der Stadt Köln an Michael Kiefer verpachtet. Mit den Jahren ist die Bananenrepublik zu einem zentralen Orientierungspunkt in der Südstadt geworden. Darüber hinaus erfährt sie durch mehrere Artikel in der Lokalpresse und durch Fernsehberichte auch immer wieder mediale Aufmerksamkeit bis hin zur Erwähnung als Sehenswürdigkeit in einem Reiseführer über Köln.

## Lage und Größe
Die Bananenrepublik Köln befindet sich in einem Kreisverkehr der Bonner Straße an der Ecke Rolandstraße/Teutoburger Straße. Der Chlodwigplatz liegt wenige Gehminuten stadteinwärts. Die Größe der Mittelinsel beläuft sich auf circa 226 Quadratmeter.

## Entstehung und Geschichte

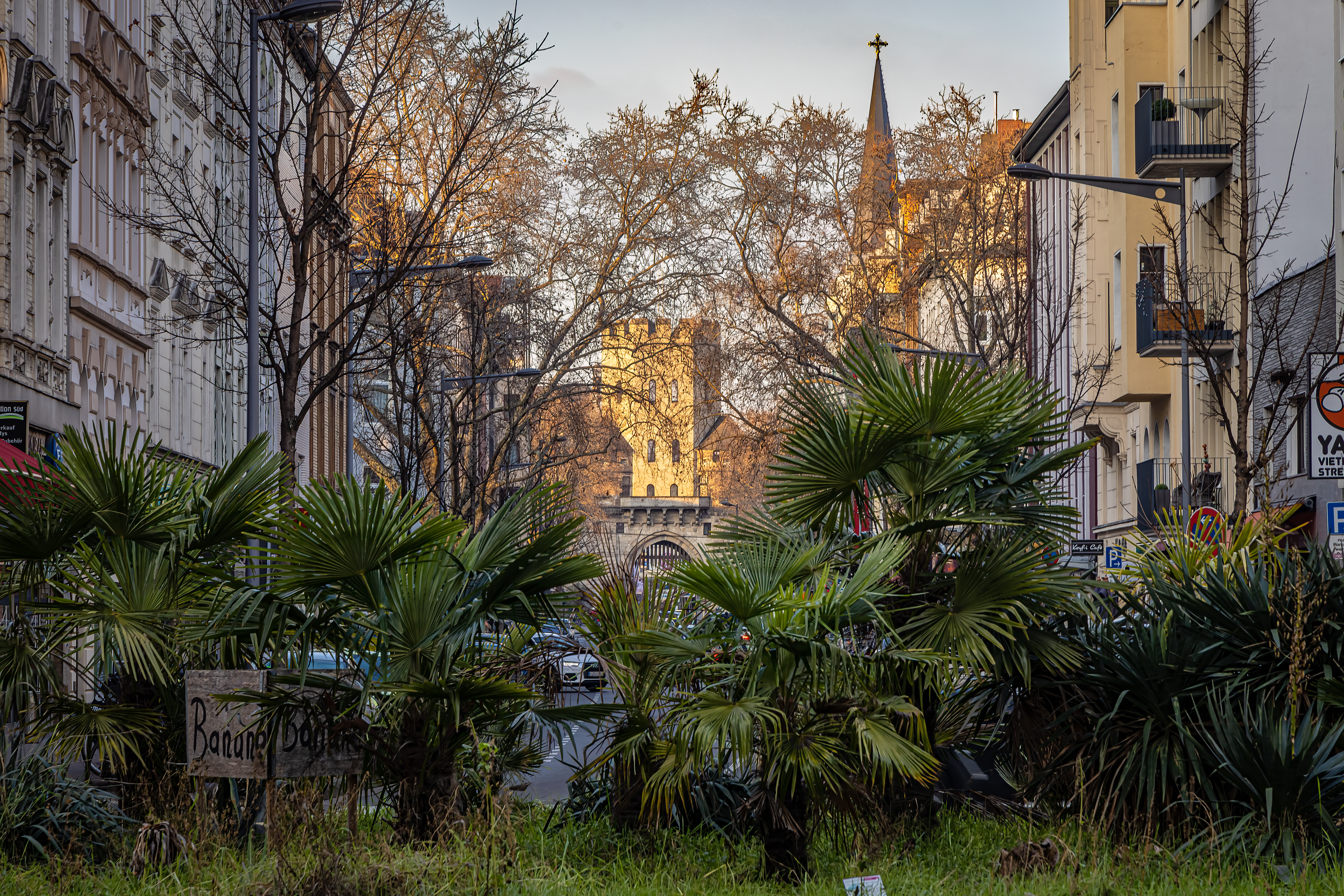
Die Severinstorburg, gesehen von der Bananenrepublik Köln

Ursprünglich sollte die Mittelinsel im Rahmen des U-Bahn-Baus umgestaltet werden. Dabei kam es aber immer wieder zu Verzögerungen. Daraufhin rief Michael Kiefer im September 2009 auf dem Kreisverkehr in der Kölner Südstadt die Bananenrepublik aus, indem er die Brachfläche begradigte, von Unrat befreite, Mutterboden auffüllte und die erste Bananenstaude setzte. Zugleich ernannte er sich selbst zum „Präsidenten der Bananenrepublik“. Anschließend kümmerte er sich erst allein, dann mit Unterstützung von Freunden und Nachbarn um die weitere Bepflanzung und Pflege dieser innerstädtischen Grünfläche. So wurde im Mai 2014 ein Insektenhotel aufgehängt.
Im Mai 2015 übernahm die Stadt Köln die Patenschaft für die Anlage. Ende 2017 erhielt die Bananenrepublik Köln den Publikumspreis des vom Spiegel Online ausgerufenen Social Design Award. Im August 2019 würdigte die Kölner Oberbürgermeisterin Henriette Reker das Arbeiten rund um die Bananenrepublik mit einer Urkunde für bürgerliches Engagement. 